# 하스가이케역
하스가이케역(일본어: 蓮ヶ池駅)은 일본 미야자키현 미야자키시에 있는 규슈 여객철도 닛포 본선의 역이다. 단선 승강장 1면 1선의 구조를 지닌 지상역이다.

## 이용 현황
| 연도     | 하루 평균 승차 인원 |
| 2002년도 | 138                 |
| 2004년도 | 127                 |
| 2005년도 | 122                 |
| 2006년도 | 136                 |
| 2007년도 | 143                 |
| -------- | ------------------- |

## 역 주변
- 하스가이케 고분군 (미야자키 역사 문화관)

## 역사
- 1986년 12월 1일 : 하스가이케 임시 승강장(일본어: 蓮ヶ池臨時乗降場)으로서 일본국유철도가 개업.
- 1987년 4월 1일 : 민영화에 따라, 규슈 여객철도로 이관. 동시에 역으로 승격해 하스가이케역으로 개업.

## 인접 정차역
| 닛포 본선                | 닛포 본선   | 닛포 본선                      |
| ------------------------ | ----------- | ------------------------------ |
| 휴가스미요시 고쿠라 방면 | ■ 닛포 본선 | 미야자키진구 가고시마추오 방면 |